# Studia Podlaskie
Studia Podlaskie (Podlasie Studies) – polskie czasopismo historyczne. Istnieje od 1990 roku. Redaktorem naczelnym w latach 1990-2011 był prof. Michał Gnatowski. Czasopismo wydawane jest przez Instytut Historii i Nauk Politycznych Uniwersytetu w Białymstoku. W czasopiśmie zamieszczane są prace dotyczące Podlasie, Wschodniego Mazowsza i obszarów historycznego Wielkiego Księstwa Litewskiego. Czasopismo posiada również dział recenzji. Obecnie „Studia Podlaskie” poszerzyły zakres swej tematyki o nauki polityczne. Redaktorem naczelnym jest prof. Grzegorz Zackiewicz. Całość dorobku periodyku jest dostępna w wersji cyfrowej w Podlaskiej Bibliotece Cyfrowej.